# 陳步梯
陳步梯（？—？），字子岳，中國廣東大埔人，清朝政府官員，他於1893年前往台灣澎湖就任台南府糧捕海防通判，官職為正六品通判，總管澎湖之軍事政經。

## 簡介
甲午戰爭末期的1895年3月23日，來自日本廣島混成支隊的5500名日本軍隊登陸澎湖，台南府糧捕海防通判陳步梯雖統管步兵12營、砲兵2營、海軍1營，人數達5000人以上，但卻完全無法抵抗日軍攻勢，讓日軍兩天後3月25日完全控制澎湖全島。
日軍占領後，陳步梯連同澎湖鎮總兵周振邦陳步梯乘船奔回臺北請罪。1895年6月，陳步梯因兩天內失守澎湖的嚴重失責，被閩浙總督邊寶泉逮捕審明為斬監候。不過在秋決前，獄中候斬之陳步梯以「未有兵柄」理由，遭減刑下刑部議。